# Холлаус, Руперт
Руперт Холлаус (нем. Rupert Hollaus; 4 сентября 1931, Трайзен, Австрия — 11 сентября 1954, Монца, Италия) — австрийский мотогонщик, чемпион мира по шоссейно-кольцевых мотогонок серии MotoGP в классе 125сс (1954). Единственный австриец, который выигрывал чемпионат мира MotoGP.

## Биография
Холлаус начал свою карьеру в серии MotoGP в сезоне 1953.
В 1954 году он доминировал в классе 125cc, выиграв первые четыре Гран-При. В том же году погиб во время практики на Гран-При Италии в Монце, получив в аварии перелома основания черепа.
В течение двух лет команда NSU потеряла четырех своих топ-гонщиков: Руперта Холлаус в 1954 году, Густав Баум в 1955 году и Ганс Балтисбергер в 1956 году погибли в гонках вследствие несчастных случаев, тогда как Вернер Хаас погиб в авиакатастрофе в 1956 году. Эти потери привели к тому, что команда отказалась от выступлений в спортивных соревнованиях.